# Хенцинский, Чеслав Иванович
Чеслав Ива́нович Хенцинский (6 (18) марта 1851, Варшава — 24 мая (6 июня) 1916, Одесса) — русский патологоанатом, микробиолог, эпидемиолог.

## Биография
Родился 6(18) марта 1851 года в Варшаве.
Окончил в 1876 году медицинский факультет Варшавского университета, был учеником Влодзимежа Бродовского.
С 1877 по 1892 годы работал в Одессе врачом госпиталя, затем прозектором городской больницы, доцентом кафедры патологической анатомии медицинского факультета Новороссийского университета. Одновременно в 1891—1909 годах преподавал анатомию и гистологию в зубоврачебной школе.
В 1889 году защитил диссертацию на ученую степень доктора медицины о возбудителе малярии, тогда же ему присвоили ученое звание профессора. Разработал оригинальный метод двойного окрашивания клеток крови и кровяных паразитов, что позволял выявлять паразитов крови, в частности возбудителей малярии.
Умер в Одессе 24 мая(6 июня) 1916 года.

## Научная деятельность
Труды в области общей патологии, микробиологии и эпидемиологии, в частности чумы и холеры, борьбе с ними в Одессе.

#### Список работ[2]
- Zur Lehre über den Mikroorganismus des Malariafiebers. Centralblatt für Bakteriologie 3 (15), ss. 457—460, 1888
- К учению о микроорганизмах малярии. Дис. на степ. д-ра мед. Ч. И. Хенцинского (Из прозектор. каб. Одес. гор. больницы). Одесса: тип. А. Шульце, 1889
- Обзор вскрытия умерших от xолеpы в 1892 году. Южно-русская медицинская газета, 1893
- Ophtalmologia dextra. Южно-русская медицинская газета, 1893
- Об уплотнении мозга в растворах формалина. Южно-русская медицинская газета, 1895
- О сохранении мозга и других анатомических препаратов в растворах формалина. Одесса: тип. Исаковича, 1896
- Ueber die Härtung des Gehirns in Formalinlösungen. Centralblatt für allgemeine Pathologie und pathologische Anatomie 7, s. 429, 1896
- Eigenthümlicher Fall von einer Darmeinklemmung[3]. 1898
- Zur Frage über die Heilung der Hirnwunden. Centralblatt für allgemeine Pathologie und pathologische Anatomie 13, ss. 162—167, 1902
- Записки по анатомии по лекциям, читанным в Одесской зубоврачебной школе д-ра И. И. Марголина приват-доцентом Новороссийского университета Ч. И. Хенцинским. Одесса: изд. С. И. Рабинович, 1903
- Zur Frage über den Bau der Nervenzellen (Was sind die Nissl′schen Körperchen?). Neurologisches Centralblatt 22 (22), ss. 145—150, 1903